# Ermolao
Ermolao  è un nome proprio di persona italiano maschile.

## Varianti in altre lingue
- Catalano: Hermolau[5]
- Greco antico: ‘Ερμολαος (Hermolaos)[3][5][6]
- Latino: Hermolaus[1][3]
- Russo: Ермолай (Ermolaj)[6]
- Spagnolo: Hermolao[5]

## Origine e diffusione
Si tratta di un nome teoforico, ottenuto combinando il nome del dio greco Ermes con il termine λαος (laos, "gente", presente anche nei nomi Menelao, Nicola, Laodice, Learco e Laerte). Il significato complessivo può essere interpretato come "gente di Ermes", "popolo di Ermes", "che appartiene alla comunità di Ermes", "discendenza di Ermes", o anche "messaggero del popolo" (per via dell'etimologia del nome Ermes).
Il nome venne portato da un santo del III secolo, il che ne ha permesso una scarsa diffusione in Italia, dove è attestato sporadicamente nel Nord e in Toscana.

## Onomastico
L'onomastico viene festeggiato il 27 luglio in ricordo di sant'Ermolao, sacerdote, martire con Ermippo, Ermocrate e Pantaleone a Nicomedia.

## Persone

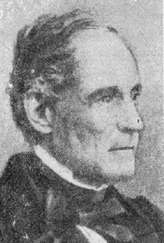
Ermolao Asinari di San Marzano

- Ermolao Asinari di San Marzano, politico e diplomatico italiano
- Ermolao Barbaro, politico italiano
- Ermolao II Barbaro, patriarca cattolico italiano
- Ermolao Barbaro il Vecchio, umanista e vescovo cattolico italiano
- Ermolao Barbaro il Giovane, umanista, patriarca cattolico e diplomatico italiano
- Ermolao Donà, politico, diplomatico e militare italiano
- Ermolao Rubieri, politico, scrittore, poeta e patriota italiano